# 仁愛區

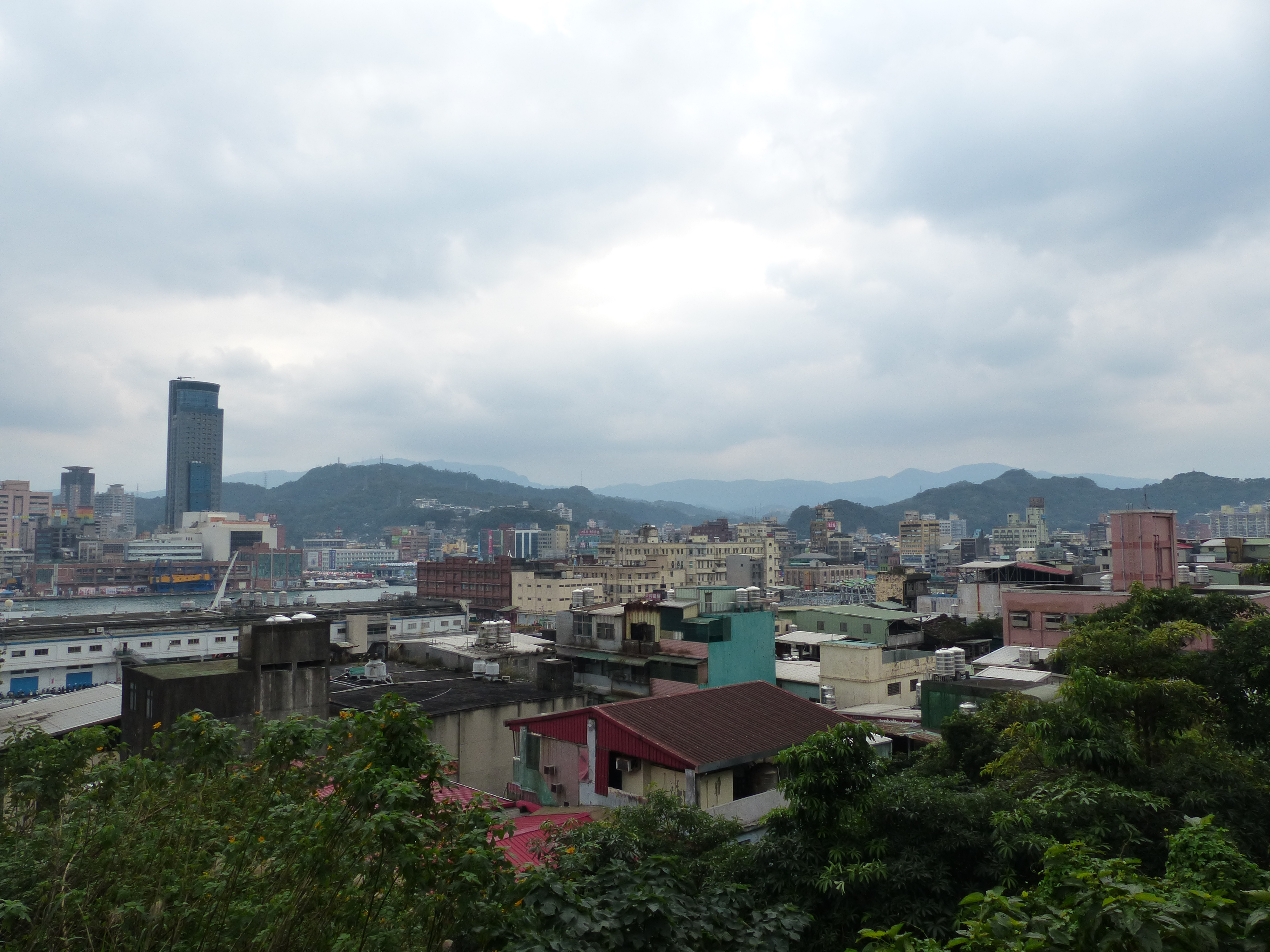
從中山區港西國小東南俯覽仁愛區

仁愛區位於台灣基隆市中央偏東，基隆港南岸。北鄰中山區、中正區，東臨信義區，南接暖暖區，西臨安樂區，為基隆市面積最小、人口密度最高的行政區。其為漢人在基隆市最早開發之市街地，河川及港岸整治後境內的土地大多轉為商業用地，是基隆市中心的精華地帶。境內的廟口夜市為主要的觀光景點。

## 地名

### 地名沿革
日治時期，此區地名為石牌街，其由來已不可考。
1945年，中華民國接管臺灣，基隆市改制為省轄市，隸屬台灣省，旗下的八尺門、白米甕、田寮港、石牌街改名為中正區、中山區、信義區與現今的仁愛區。

## 歷史
戰後，統合日治時代昭和6年（1931年）町名改正設置的高砂町、旭町、堀川町、瀧川町、福德町、元町、玉田町、雙葉町、天神町設置第三區，1946年改稱仁愛區。

## 人口
根據基隆市政府民政處及內政部戶政司統計，2024年底仁愛區戶數約1.9萬戶，人口約4.1萬人，人口密度每平方公里約9,570人，是基隆市人口密度最高的行政區，區內人口最多與最少的里分別是智仁里與新店里，2024年底兩里人口分別為2,943人與579人；人口密度最高與最低的里分別是光華里與英仁里，2024年底兩里人口密度分別為每平方公里22,101人與1,277人。仁愛區和基隆市其他地區相同，面臨嚴重的人口老化與少子化問題，2024年底仁愛區總人口中，有12.98%的年齡在0至14歲，62.81%的年齡在15至64歲，24.21%則是65歲以上人口，是基隆市幼年人口比例最高、青壯年人口比例最低、老年人口比例最高的行政區。

## 政治

### 區政組織
仁愛區公所是基隆市政府在仁愛區的派出機關，在中華民國政府架構中為市政府綜理區政的執行機關，上級業務監督機關為基隆市政府。区长由市長任命，其任期為無任期保障。在區長及秘書之下，設有4課1室等5個內部單位及1名人事管理員。仁愛區為基隆市第三選區，在基隆市議會31席市議員中，仁愛區共選出4席區域市議員（不包括平地原住民議員）。

### 行政區劃
仁愛區的行政區劃轄有林泉里、文安里、花崗里、兆連里、虹橋里、獅球里、水錦里、書院里、智仁里、朝棟里、和明里、光華里、忠勇里、明德里、玉田里、同風里、仁德里、文昌里、博愛里、新店里、福仁里、誠仁里、吉仁里、育仁里、英仁里、龍門里、德厚里、曲水里、崇文里等29個里，共計536鄰。

## 教育

### 國民中學
- 基隆市立南榮國民中學
- 基隆市立銘傳國民中學

### 國民小學

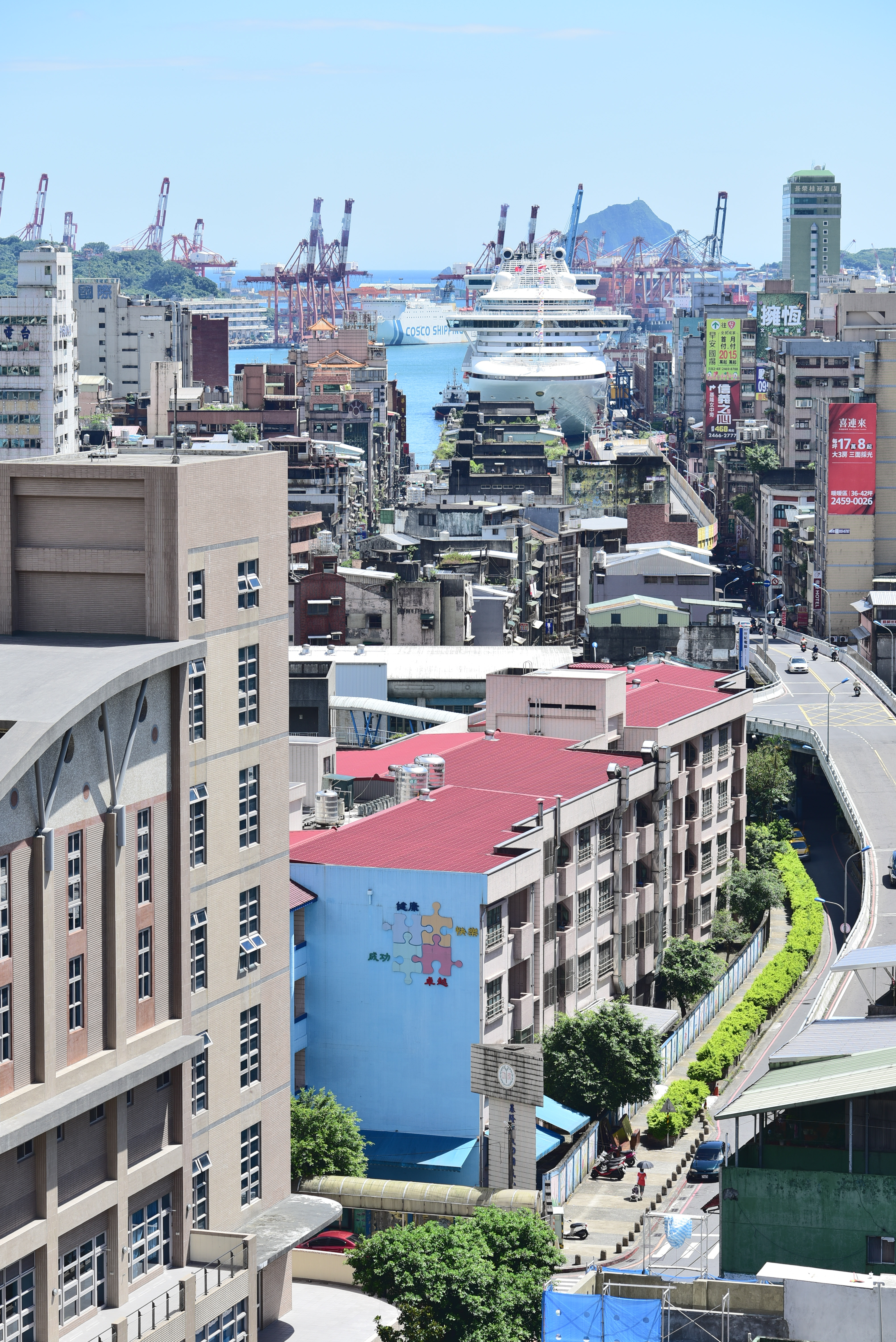
基隆市仁愛區成功國民小學

- 基隆市仁愛區仁愛國民小學
- 基隆市仁愛區信義國民小學
- 基隆市仁愛區成功國民小學
- 基隆市仁愛區南榮國民小學

## 交通

### 鐵路
臺灣鐵路管理局
- 縱貫線：三坑車站

### 公路
- 國道一號（中山高速公路）
  - 0 基隆端基隆端
- 台2線：基金公路、北部濱海公路
- 台5線：北基公路
- 市道102號：基瑞公路

## 旅遊

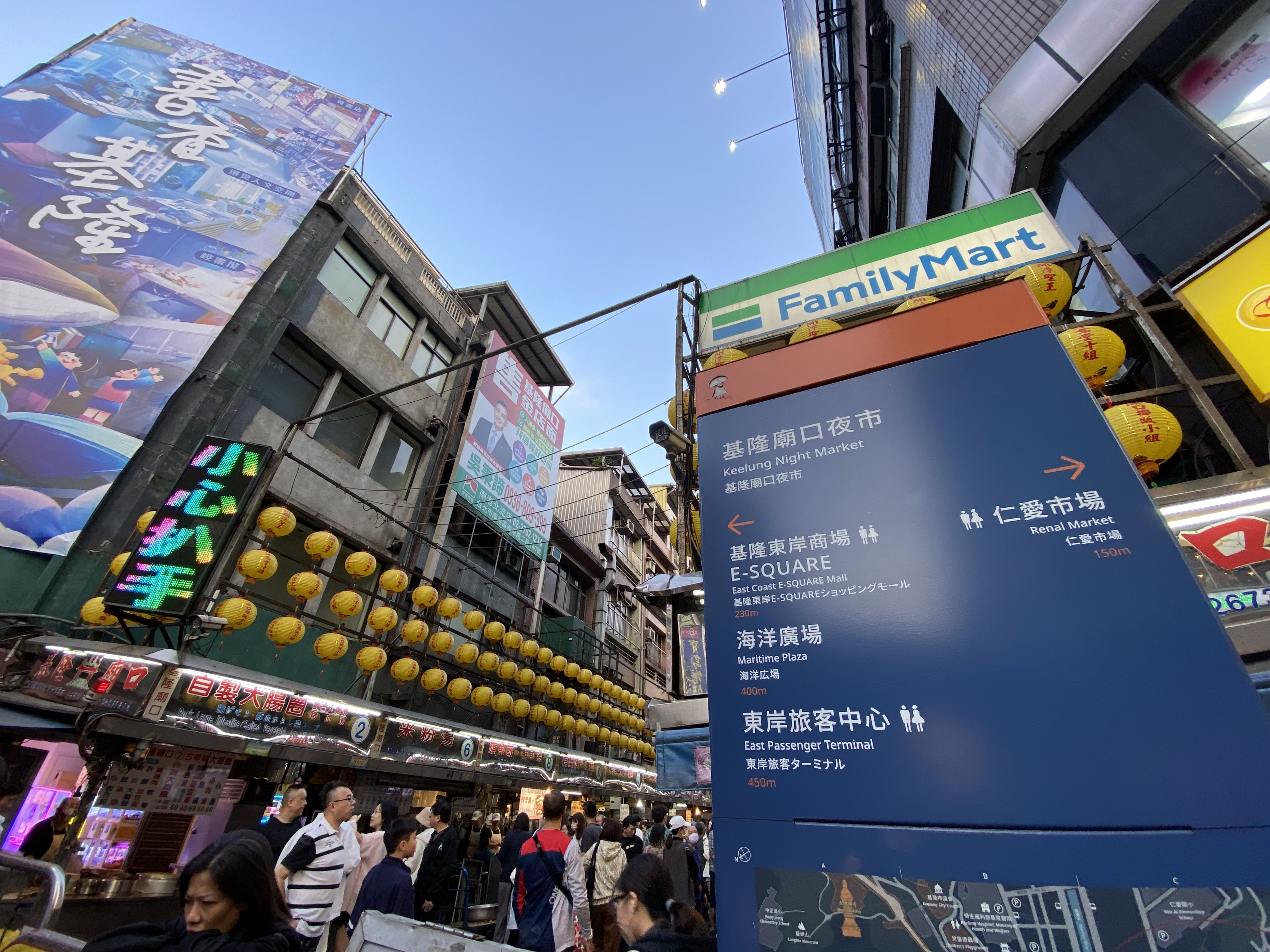
基隆廟口市集主入口

- 基隆海洋廣場
- 基隆廟口
- 許梓桑古厝
- 林開郡洋樓
- 陽明海洋文化藝術館
- 雞籠中元祭
- 紅淡山
- 基隆城隍廟
- 代明宮
- 基隆三姓公廟
- 獅球嶺砲台
- 基隆日本近衛師團古蹟暨歷史建築群

## 外部連結
- 基隆市仁愛區公所 （页面存档备份，存于）